# Гославская, Софья Евгеньевна
Софья Евгеньевна Гославская (1890—1979) — русская актриса театра и немого кино, педагог, мемуарист. Дочь писателя и драматурга Е. П. Гославского, племянница художника П. П. Гославского.

## Биография
Представительница дворянского рода Гославских, восходящего к полковнику Полоцкой шляхты Гавриле Гаславскому, который в 1667 году принял русское подданство. Родилась в семье писателя и драматурга Е. П. Гославского и Александры Васильевны Карк (1863—1952) — немки по происхождению, отец которой служил гардеробмейстером при дворе Александра III. В 1910 году вышла замуж за студента Лазаревского института Николая Емельяновича Васильева и переехала с супругом в Одессу, но вскоре, после скоропостижных смертей мужа и восьмимесячного ребёнка, вернулась в Москву.
Училась на драматических курсах А. И. Адашева при МХТ и в Филармоническом училище в актёрской студии Андре Мэтра. Актёрскую карьеру начала в 1912 году, после знакомства с режиссёром П. И. Чардыниным. В 1913—1915 годах активно снималась в немом кино, приобрела значительную популярность. После 1915 года сосредоточилась на театральной карьере, так как, по собственному признанию, «неудержимо потянуло <…> в драму».
В последующие десятилетия выступала в Петроградском театре Л. Б. Яворской (1915—1916), Московском Советском Замоскворецком театре (1919—1921), Студии русского театра под руководством К. В. Эггерта (1922—1924), Казанском большом театре им. А. В. Луначарского (1925—1926), Московском антирелигиозном театре (1929—1930), Московском театре классического наследия им. Россова (1934—1936), Передвижном драматическом театре Московской области (1938—1941).
В годы работы в Передвижном драматическом театре продемонстрировала не только актёрский, но и режиссёрский талант. С 1943 по 1947 год преподавала сценическое мастерство в Доме пионеров Киевского района Москвы, с 1947 по 1959 год — в Первом медицинском институте им. Сеченова[уточнить].
Умерла в 1979 году в Москве. Похоронена на Востряковском кладбище.
Автор автобиографической книги «Записки киноактрисы» и повести «Так кто же виноват?», относящейся к жанру мемуарной литературы.

## Семья
Первый муж — Николай Емельянович Васильев (ум. 1910).
Второй муж — Леопольд Маркович Файнберг (1887—1958).
- Дети:
  - Евгения Леопольдовна Файнберг-Гославская (1918—2001) — мемуарист, автор очерков об Е. П. Гославском, С. Е. Гославской, В. И. Фирсановой и др.

## Творчество
«Наиболее удачными своими картинами я считаю «Руслана и Людмилу» — Людмила, «Сказку о мёртвой царевне и семи богатырях» — царевна, «Домик в Коломне» — Параша, «Покорение Сибири» — княжна…».

### Фильмография
1913
- «Братья» — Лили
- «Воцарение дома Романовых» — Михаил Фёдорович
- «Домик в Коломне» — Параша
- «За дверями гостиной» — натурщица Нина
- «Невеста огня»
- «Обрыв» — Марфинька

1914
- «В руках беспощадного рока» — Надя Жданова
- «Волга и Сибирь» — княжна
- «Руслан и Людмила» — Людмила
- «Дитя науки»
- «Кормилица» — жена Георгия
- «Ревность» — Елена Николаевна
- «Сестра милосердия» — Ирина
- «Сказка о спящей царевне и семи богатырях» — Царевна
- «Снегурочка» — Весна
- «Страничка жизни» — Лидия
- «Только раз в году»
- «Хризантемы»

1915
- «Как я осаждал крепость»
- «Комедия смерти» — Таня

1916
- «Да здравствуют… мыши» — жена Толстякова

### Роли в театре
- Застражаева («Соколы и вороны» Сумбатова-Южина и Немировича-Данченко)
- Ирэн («Ирэн» Щепкиной-Куперник)
- Керубино («Безумный день, или Женитьба Фигаро» Бомарше)
- Лоретта («Иван Козырь и Татьяна Русских» Смолина)
- Марсела («Собака на сене» Лопе де Вега)
- Эльмира («Тартюф» Мольера)

### Литературное творчество
- Со страницы 293-й // Искусство кино. — 1969. — № 5. — С. 136—145.
- Записки киноактрисы. — М., 1974.
- Так кто же виноват? (Повесть былых лет). — Ульяновск, 2010.

## Галерея

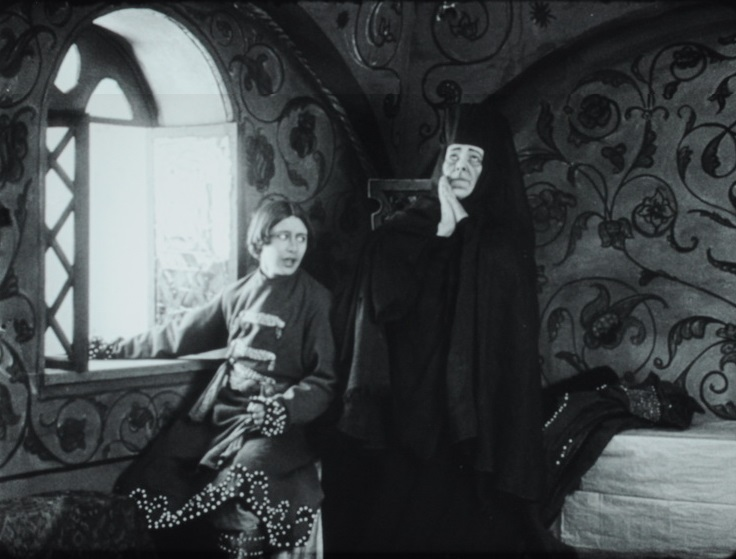
Кадр из фильма «Воцарение дома Романовых» (1913). Слева направо: Михаил Фёдорович (Софья Гославская), его мать (Лидия Триденская).
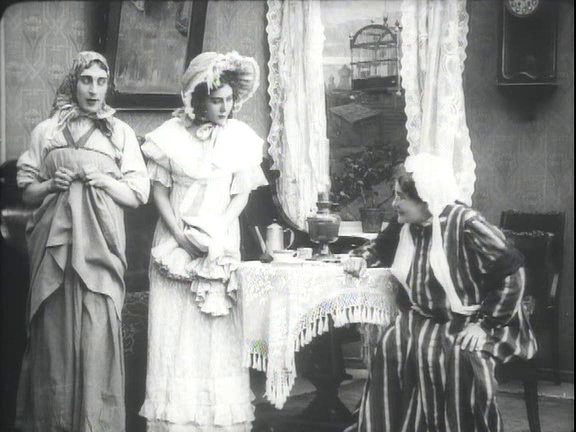
Кадр из фильма «Домик в Коломне» (1913). Слева направо: «Мавруша» (Иван Мозжухин), Параша (Софья Гославская), её мать (Прасковья Максимова).